# Bartolomeo Gradenigo

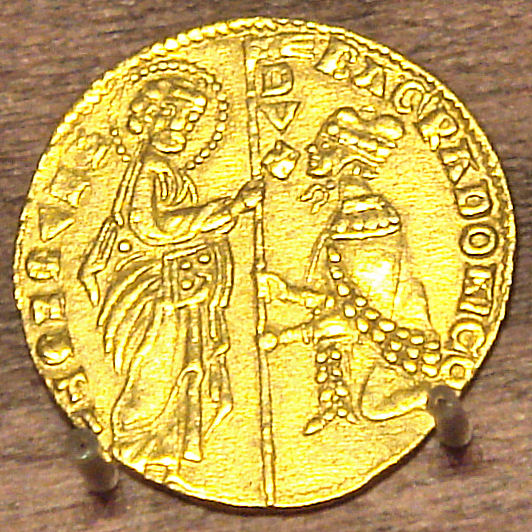
Bartolomeo Gradenigo dózse uralkodása alatt vert aranydukát

Bartolomeo Gradenigo (Velence, 1263. január vagy 1263. február – Velence, 1342. december 28.) a Velencei Köztársaság ötvenharmadik dózséja volt.

## Élete
Elődjének, Francesco Dandolónak 1339 október 31-én bekövetkezett halála után csaknem egyhangú szavazással választották meg. Korábban fontos posztokat töltött be a város életében, Raguza és Capodistria podestája volt. Ezenkívül, mivel a kereskedelem mellett értett a művészetekhez is, egyike volt azoknak a prokurátoroknak, akik a Szent Márk-székesegyház kincstárát gazdagították. Megválasztásakor közel járt nyolcvanadik életévéhez. Első felesége a Cappello családból származott akinek halála után újranősült és egy ismeretlen családból származó  Maddalénát vett feleségül. Egyes feltételezések szerint ez már a harmadik házassága volt, második felesége Andrea Dandolo, későbbi dózse egyik testvére lehetett, de erre nincsenek egyértelmű bizonyítékok. Első házasságából hat fia született és mindent megtett annak érdekében, hogy gyerekei minél gazdagabbak legyenek. Kereskedelmi tevékenységét egész családját bevonva megválasztása után is folytatta, olyan mértékben, hogy uralkodásának vége felé a város elöljárói egy 1342 novemberében kiadott rendeletben megtiltották a kereskedést a dózsék és feleségeik számára. Hároméves uralma viszonylagos nyugalomban telt, leszámítva egy Kréta szigetén kitört lázadást és a törökök az Égei-tengeren folytatott kalózkodását, ami a velencei flotta folyamatos jelenlétét tette szükségessé a térségben. Átmenetileg Genovával sem voltak komolyabb konfliktusok, a két város még egy szerződést is aláírt a Krím-félszigeten folytatott kereskedelem szabályozásáról, de így is nyilvánvaló volt, hogy az ellentétek előbb-utóbb háborúhoz fognak vezetni. A viszonylagos nyugalom és a lakosok emelkedő életszínvonala miatt a városban nagymértékben megnőtt a prostitúció és a bűnözés, amelyek ellen az egyház és az állam is sikertelenül lépett fel. Gradenigo dózse uralkodásának legfontosabb eseménye egy óriási vihar volt 1340 február 15-én, amely hatalmas árvizet és óriási pusztítást okozott a városban. Ezenkívül 1342 március 8-án egy másik természeti csapás, egy rendkívül magas acqua alta (szó szerint: magas víz) is komolyan károsította az épületeket. Bartomoeo Gradenigo dózse 1342 december 28-án halt meg, és egy gótikus szarkofágban temették el a Szent Márk-székesegyház előcsarnokában.
| Előző uralkodó: Francesco Dandolo | Velencei dózse 1339-1342 | Következő uralkodó: Andrea Dandolo |